# 호아로 수용소
호아로 수용소(베트남어: nhà pha Hỏa Lò)는 베트남 하노이에 있는 교도소와 포로수용소였다. 현재는 교도소로 사용하지 않고 박물관으로 사용하고 있다. 19세기 말 프랑스 식민 정부가 항불 투쟁을 하는 베트남 사람들을 잡아 고문하던 장소였다. 베트남 전쟁 동안 미군 포로를 수용하여 하노이 힐턴(Hanoi Hilton)이란 별명이 붙었다.

## 개요

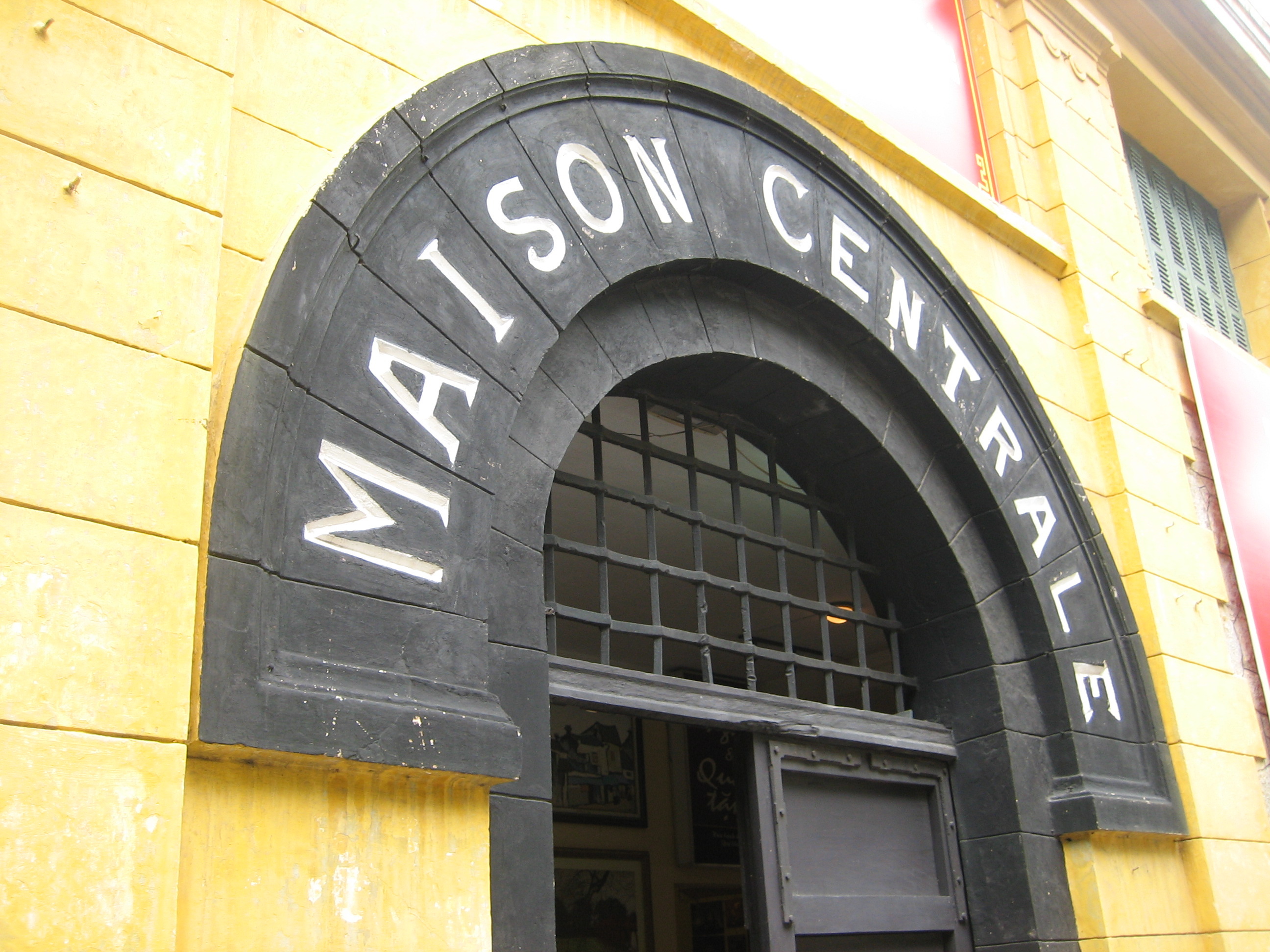
호아로 정문 위에 프랑스어로 쓰여진 매종 센트랄르(Maison Centrale)

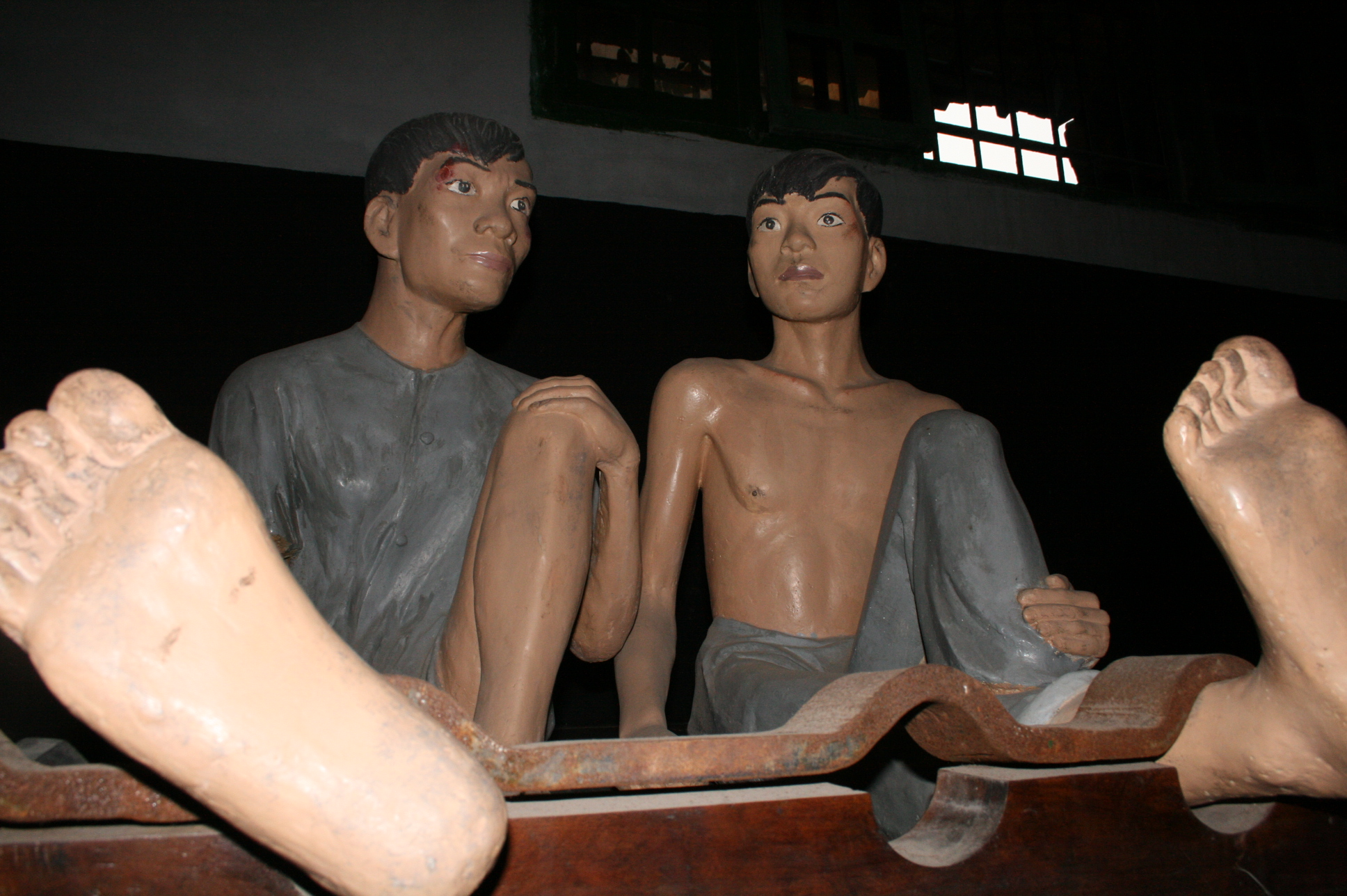
제1차 인도차이나 전쟁의 포로들 재현

### 프랑스 식민지 시대
호아로(Hỏa Lò, 火爐)라는 이름은 흔히 ‘불붙은 용광로’(火爐) 또는 ‘옥실’(獄室)으로 번역되기도 하며, 또한 ‘화로’(火爐)를 의미하기도 한다. 이름은 호아로 거리(phố Hỏa Lò)라는 거리명에서 유래했으며, 프랑스 식민지 시대에 이 거리에서 ‘목재난로’와 ‘석탄난로’를 판매하는 상점이 몰려 있어서 호아로라는 이름이 붙여졌다.
이 감옥은 1886년~1889년부터 1898년~1901년에 이르기까지 프랑스인들에 의해 하노이에 건설되었다. 당시 베트남은 프랑스령 인도차이나의 일부였다. 프랑스인들은 감옥을 ‘메종 센트랄르’(Maison Centrale), 말 그대로 ‘가운뎃 집’이라고 불렀는데, 프랑스는 이곳에 위험하고, 장기수들을 구금하도록 지정해두었다. 이 감옥은 하노이 프렌치 쿼터(French Quarter) 근처에 위치해 있었다. 그리하여 특히 고문과 처형의 대상이 되는 베트남 수감자, 독립정신에 찬동하는 정치범들을 수용하게 되었다. 1913년 개조를 거쳐 수용할 수 있는 인원이 460명에서 600명으로 늘어났다. 그럼에도 불구하고 1916년에는 730명의 수감자를 수용하면서 초만원을 이루었다. 그 숫자는 1922년에 895명, 1933년에는 1430명까지 치솟았다. 1954년경에는 2,000명 이상의 인구를 수용하고 있다. 수감자들은 인간 이하의 상태에 쳐해 있었고, 식민지 착취와 프랑스인들을 향한 베트남인들의 괴로움의 상징이 되었다.
도시 중심에 감옥을 배치한 것은 초창기적 특성의 일부였다. 1910년대에서 1930년대까지, 거리의 행상들은 감옥 창문을 통해 외부 서신을 전달하고, 벽 너머로 담배와 아편을 던졌다. 감방에서는 서신과 봉투를 반대 방향인 거리 쪽으로 던졌다. 수용소 내에서는 의사소통과 생각들이 교환되었다. 1930년대와 1940년대 공산주의 북베트남 내의 많은 지도자급 인사들이 이곳 메종 센트랄르에서 시간을 보냈다.

### 베트남 민주 공화국, 1954년
디엔비엔푸 전투의 패배와 1954년 제네바 회담에 따라, 프랑스군은 하노이를 철수했고, 수용소는 베트남 민주 공화국 당국의 관리 하에 놓였다. 이후 이곳은 혁명 사상과 활동을 위한 교육 센터의 역할을 하였으며, 그렇게 프랑스군 철수 이후에도 북베트남에게는 역사적 중대성을 가지는 곳으로 유지되었다.

### 베트남 전쟁
베트남 전쟁 중, 호아로에 수용된 최초의 미국인은 1964년 8월 5일 총상을 입고 붙잡힌 에러벳 알바레즈 (Everett Alvarez Jr.) 중위였다. 처음부터 미군 포로는 열악한 식사와 비위생적인 환경 같은 비참한 상황을 감내했다. 수용소 단지는 미국 포로들에 의해 유명한 호텔 체인 힐튼 호텔을 조소적으로 참조한 ‘하노이 힐튼’이라는 별명을 얻었다. 그 작명을 한 최초의 미군 포로 집단에 대해서는 약간의 불일치가 있지만, 공군 F8D 조종사였던 밥 슈메이커가 공군 중위 로버트 필(Robert Peel)의 도착을 환영하기 위해 물통 손잡이에 “하노이 힐튼에 오신 것을 환영합니다”라고 새겨둔 최초의 인물이었다.

### 유명 수감자
- 존 매케인 : 미국 해군 조종사, 포로생활 5년 반, 미국 애리조나 상원 의원 (R- AZ) 및 2008 공화당 대선 후보로 가장 유명한 베트남전 참전 포로
- 제임스 스톡데일: 미 해군 파일럿, 명예 훈장 수상자, 1992 부통령 후보. 그와 로렌스는 미국 최고위급 해군 포로였다.
- 윌리엄 P. 로렌스, 해군 조종사, 해군 참모총장과 미국 해군 사관학교 교장
- 로빈슨 리즈너, USAF 전투기 조종사, 1965년에서 1973년까지의 포로. 중령은 포로로 선임 포로였고, 동료 수감자들 사이에서 지휘 계통을 유지하는 역할을 담당했다.
- 하워드 러틀리지, 미 해군 조종사, 7년 반을 포로 생활, 〈In the Presence of Mine Enemies: 1965–1973 – A Prisoner of War〉 아내와 공동
- 존 L. 보어링 : 미 공군 파일럿, 포로생활 6년 반, 소장으로 은퇴
- 찰스 G. 보이드 : USAF 조종사, 포로 생활 7년, 4성 장군으로 진급하고 은퇴한 유일한 베트남 시대 포로.
- 조지 토머스 코커, 미국 해군 조종사
- 버드 데이, 미 공군 조종사, 명예 훈장와 공군 십자장 수상자, 정치활동가, 매케인과 감방 동료였다.
- 제레미아 덴튼, 미국 해군 조종사, 상원 의원 ( R - AL )
- 레온 F. "리" 엘리스, USAF 전투 조종사, 동기부여 강연자 및 저자
- 노먼 C. 개디스, USAF 조종사, 포로생활 7년, 준장으로 은퇴
- 로렌스 N. 가리노, 공군 장교, 《3개의 전쟁 참전용사》의 저자
- 더그 헵달 : 수감자의 모든 이름, 개인정보와 날짜를 암기하는 놀이를 한 어리석은 수감자
- 샘 존슨, USAF 전투기 조종사, 미국 텍사스 하원 의원
- 랜스 시잔, USAF 전투기 조종사, 명예 훈장 수상자.
- 제리 A. 싱글턴, USAF 헬리콥터 조종사, 중령, 은성훈장 수상자.
- 조셉 키틴저 : USAF 조종사, 낙하산 다이빙 기록 보유자

## 같이 보기
- 힐튼 하노이 오페라
- 서대문 형무소 역사관

## 참고자료
- Coram, Robert. American Patriot : The Life and Wars Of Colonel Bud Day. Little, Brown and Company, ©2007. ISBN 0-316-75847-7, ISBN 978-0-316-75847-5
- Denton, Jeremiah A; Brandt, Ed. When Hell Was In Session. Readers Digest Press, distributed by Crowell, 1976. ISBN 978-0-88349-112-6 ISBN 978-093528000-5
- Lenzi, Iola (2004). 《Museums of Southeast Asia》. 싱가폴: Archipelago Press. 200쪽. ISBN 978-981-4068-96-3.
- McDaniel, Eugene B. Scars and Stripes. Harvest House Publishers, 1980년 5월. ISBN 0-89081-231-4